# Krzysztof Leksowski
Krzysztof Leksowski – polski lekarz, chirurg ogólny, chirurg onkologiczny, torakochirurg, prof. dr hab. (tytuł profesora nadany w 2012 r., habilitacja w 2001 r., doktorat w 1989 r.), promotor prac doktorskich, recenzent prac doktorskich i habilitacyjnych, związany zawodowo z 10 Wojskowym Szpitalem Klinicznym z Polikliniką SP ZOZ w Bydgoszczy oraz Collegium Medicum im. L. Rydygiera w Bydgoszczy Uniwersytetu Mikołaja Kopernika w Toruniu.